# Бурбуль
Бурбуль — південноафриканська порода великої собаки мастифового типу, яка використовується як сімейна сторожова собака. Він великий, з короткою шерстю, міцним кістяком і добре розвиненою мускулатурою.
Бурбуль не визнаний Міжнародною кінологічною федерацією, тільки визнаний Кінологічним союзом Південної Африки.

## Законодавство
У Південній Африці Закон про поліпшення тварин (62 від 1998 року) називає породу тварин, що є місцевою або виведеною в республіці, як ландрас. Бурбуль вважається ландрасом у республіці. Закон надає повноваження зареєстрованому «товариству тваринників». Південноафриканське товариство заводчиків бурбулів (SABBS) є зареєстрованим товариством тваринників. SABBS є єдиною організацією, уповноваженою офіційно реєструвати Бурбуль. SABBS відповідає за стандарти, які регулюють ідентифікацію, реєстрацію, оцінку та вдосконалення породи. Кінологічний союз Південної Африки визнає тільки тих бурбулів, які зареєстровані у союзі.

## Історія
Назва Boerboel походить від слів на африкаанс boer, що означає фермер, і — скорочення boelhond, що означає «бульдог».
Бурбуль походить від старого колоніального схрещування мастифів і бульдогів. Його використовували як сторожового собаку на віддалених фермах і маєтках, а також для полювання на велику дичину. Його називали бурський собака або бурський мисливський собака. Запис від 1909 року описує цю породу як найкращу собаку для полювання на леопардів і павіанів. Також бурбуля описують як чудового бійця з леопардами.
Розведення бурбулів почалося в 1950-х роках. Асоціація заводчиків південноафриканського бурбуля була створена в 1983 році. Нова асоціація Товариство заводчиків південноафриканського бурбуля була створена у 2012 році та зареєстрована в Департаменті сільського господарства, лісового господарства. та рибного господарства у 2014 р.

## Характеристики

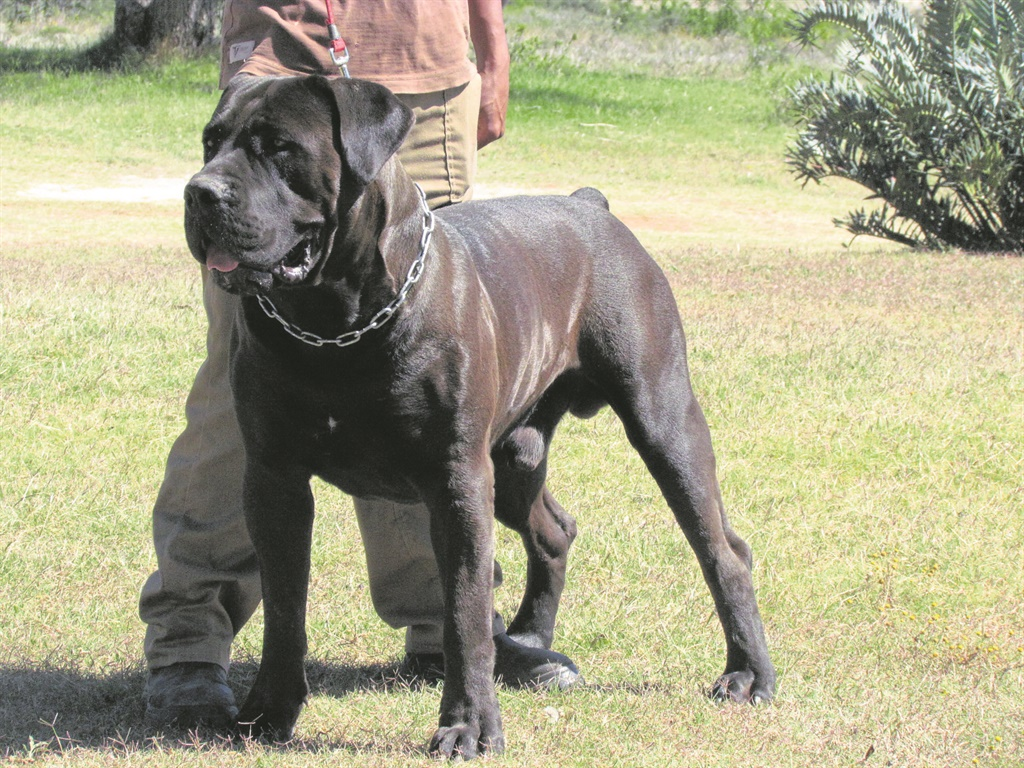
Чорний бурбуль

Бурбуль — велика собака з міцним кістяком і добре розвиненою мускулатурою. Голова велика, а морда коротка. Шерсть коротка гладка з густим волосяним покривом. Визнані кольори: тигровий, палевий і коричневий; він може мати або не мати чорної маски. Існує одна незначна розбіжність між стандартами породи.
Має вражаючу манеру поведінки, створювану поєднанням статури, постави, впевненості та потужних рухів. Має потужні, життєрадісні та вільні рухи, попри свій розмір. Симетричний та ідеально збалансований у бажаних для породи пропорціях. виразний статевий диморфізм, причому сука менш помітно розвинена.
Кінологічний союз Південної Африки не приймає чорних бурбулей, а Південноафриканське товариство заводчиків бурбулів приймає.

## Темперамент та характер
Розумний, піддається дресуванню та керованості. Має сильний захисний інстинкт і вірний членам сім'ї. Стійкий і спокійний, з урівноваженим і впевненим характером, коли до нього звертаються. Безстрашний і виявляє сміливість, коли йому загрожують. Можуть проявляти агресію до інших собак або незнайомців. Потребує навчання та твердого поводження з раннього віку.

Бурбуль

## Здоров'я
У бурбулів може розвинутися дисплазія стегна або ліктя, гіперплазія піхви. Спостерігалася юнацька епілепсія (з нападами, викликаними метаболічними змінами або стресом). Поведінка та настрій бурбуля можуть змінюватися з часом.

## Обмеження
Право власності на собаку обмежено законом у багатьох країнах. Наприклад, імпорт до Румунії був заборонений у 2002 році, а власність дозволена лише особам, які мають дозвіл суду. Порода була заборонена в Данії у 2010 році. У 2011 році Росія визнала її «особливо небезпечною породою», що підлягає обов'язковій реєстрації та сертифікації. В Україні віднесено до небезпечних собак, які підлягають обов'язковому мікрочіпуванню, наморднику та страхуванню цивільної відповідальності.
Він також заборонений на Бермудських островах, у Франції, на Маврикії та в Катарі; Імпорт заборонений на Фарерських островах, Сінгапурі, Тунісі.